# Johannes Veirac
Johannes Veirac, auch Johann Veirac (* 1745 in Gouda; † 1. Dezember 1795 in Rotterdam) war ein niederländischer Mediziner.

## Leben
Johannes Veirac studierte ab 1759 an der Universität Leiden Medizin und promovierte mit seiner Dissertation De Crisi am 19. Juli 1764 zum Dr. der Medizin. Er praktizierte als Arzt anschließend zunächst in Gouda, danach ab 1768 in Sommelsdijk und von 1771 bis 1795 in Rotterdam.
Johannes Veirac wurde am 24. Januar 1781 unter der Präsidentschaft des Mediziners Ferdinand Jakob Baier mit dem akademischen Beinamen Linus unter der Matrikel-Nr. 847 Mitglied der Kaiserlichen Leopoldino-Carolinischen Akademie der Naturforscher. Im Jahr 1790 wurde er als Mitglied in die Hollandsche Maatschappij der Wetenschappen aufgenommen.
Johannes Veirac war verheiratet mit Elisabeth Troost.

## Schriften
- De Crisi. Dissertatio pathologica-medica inauguralis, Bos, Lugduni Batavorum 1764 (Digitalisat)
- Geneeskundige verhandeling van den kinkhoest tot antwoord op de vraag, voorgesteld door het Provinciaal Utrechtsch Genootschap van konsten en wetenschappen: Welke is den aart van den Kinkhoest? waar heeft Hij zijn bepaalde Zitplaats? welke zijn deszelfs Oorzaaken? welk zijne Kentekenen? welke zijn Toevallen en Gevolgen? op welke gronden steunt zijne Voorzegging? krijgt men dien meer dan eens? is hij Besmettelijk of niet? zo ja: op welke wijze zoude men die Besmetting kunnen voorkomen? welke is de geschiktste wijze om denzelven te geneezen? Bij de Wed. S. de Waal en Zoon, Utrecht 1789 (Digitalisat)
- Verhandeling over de Rachitis of Engelsche Ziekte. Antwoord op de vraag, voorgesteld door het Provinciaal Utrechtsch Genootschap van Kunsten en Wetenschappen: Welke is de aart van de Rhachitis, of zogenaamde Engelsche Ziekten: welke zijn de Redenen, dat men de eerste beginzelen zelde na het derde Levensjaar der Kinderen bespeurt? Welke zijn hare kenmerken: welke is hare Voorzegging? Kan men ze door eenige middelen voorkomen? Zo ja; door welke? Welke zijn de beste Middelen tot hare genezing? Bij de Wed. S. de Waal en Zoon, Utrecht 1793 (Digitalisat)
- Abhandlung über die Rachitis oder englische Krankheit. Aus dem Holländischen übersetzt von Johann Bernhard Keup. Franzen und Grosse, Stendal 1794 (Digitalisat)